# 半長柄槍

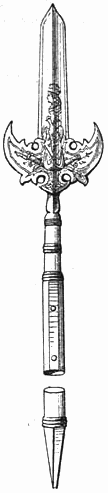
半長柄槍。

半長柄槍（spontoon、espontoon、half-pike），或稱半長槍，是歐洲的一種的長柄武器，與長柄槍（pike）同時期出現。半長柄槍在17世紀中期被廣泛使用，持續使用到19世紀晚期。相較於通常長14~15英尺的長柄槍，半長柄槍通常全長只有6~7英尺。
在鳥銃（mukset）取代長柄槍成為步兵的主要武器後，半長柄槍仍被保留作為指揮發信用的武器。士官以半長柄槍當作軍階的象徵，就像鎚矛/權杖的功能一樣，用來在戰場上指揮士兵。（軍官則以劍來指揮，但有些不列顛軍官在卡洛登戰役也使用了半長柄槍作為指揮用具。）